# Leucania argentivena
Leucania argentivena là một loài bướm đêm trong họ Noctuidae.